# Josef Suk (Komponist)

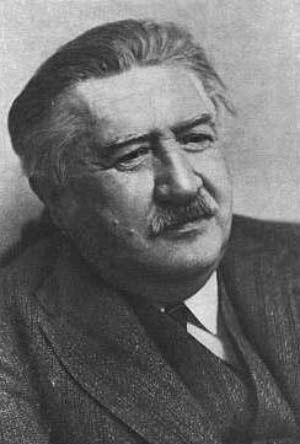
Josef Suk

Josef Suk (* 4. Januar 1874 in Křečovice bei Prag, Österreich-Ungarn; † 29. Mai 1935 in Benešov bei Prag) war ein tschechischer Komponist und Violinist. Er war der Schwiegersohn Antonín Dvořáks und Großvater des Geigers Josef Suk.

## Leben

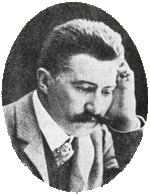
Josef Suk, Fotografie um 1900

Josef Suk war das jüngste von drei Kindern des Lehrers und Kirchenmusikers Josef Suk (1827–1913) und dessen Frau Emilie (1837–1913). Im Alter von acht Jahren erhielt er Unterricht in Violine, Klavier und Orgel bei seinem Vater, der für ihn die Laufbahn eines Geigers vorgesehen hatte. Ab 1885 studierte er am Prager Konservatorium Violine bei Antonín Bennewitz und Klavier bei Josef Jiránek. 1889 kamen Kompositionsstudien hinzu, ab 1889 bei Karel Stecker und ab 1891 bei Antonín Dvořák.
Im Jahr 1891 wurde am Konservatorium ein Streichquartett gegründet, bei dem Suk die zweite Geige übernahm. Ein Jahr später nannte es sich Tschechisches Quartett (České kvarteto). Es entwickelte sich zu einem der bedeutendsten Ensembles seiner Zeit, mit ihm konzertierte Suk über 40 Jahre in ganz Europa, gab über 4000 Konzerte und verbrachte dabei die meiste Zeit des Jahres auf Reisen.
1898 heiratete Suk Dvořáks Tochter Otilie, die eine begabte Pianistin war und auch komponierte. Seine Frau verstarb bereits im Jahr 1905, ein Jahr nach ihrem Vater, an einer Herzkrankheit.
Suk unterrichtete ab 1922 als Professor für Violine und Komposition am Prager Konservatorium, dessen Rektor er zudem ab 1930 war. Zu seinen Schülern zählten unter anderem Bohuslav Martinů, Pavel Bořkovec, Jaroslav Ježek, Klement Slavický, Emil Hlobil, Karel Reiner, Vladimír Štědroň, Zdeněk Blažek, Miroslav Ponc, Julius Kalaš und František Pícha.
Im Jahr 1933 konnte Suk aus gesundheitlichen Gründen nicht mehr mit dem Quartett auftreten und zog von Prag nach Benešov, wo er am 29. Mai 1935 nach einem Schlaganfall starb. Er wurde in seinem Geburtsort Křečovice neben seinen Eltern begraben.

## Kompositorisches Werk

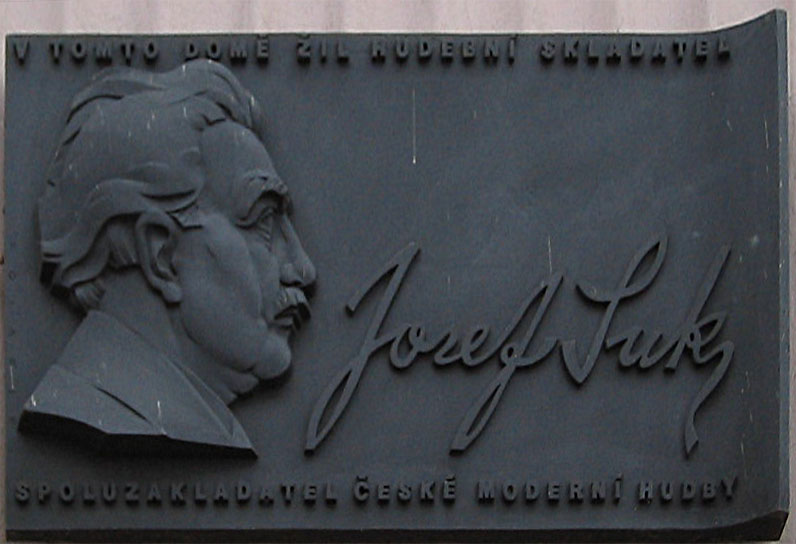
Gedenktafel an Suks Wohnhaus in der ul. Trojická, Prag

Suk begann sein Œuvre mit Kammermusik sowie in etwas lieblicher Dvořák-Tradition mit einer viersätzigen Streicherserenade op. 6, die dem Vorbild des entsprechenden Werks von Dvořák nachempfunden ist. Die ebenfalls noch an Dvořák orientierte Sinfonie in E-Dur op. 14 eröffnet sein orchestrales Schaffen. Im Zeichen der Nationalromantik stehen die beiden frühen Bühnenmusiken, die er als Suiten für den Konzertgebrauch bearbeitete. „Pohádka“ op. 16 („Ein Märchen“), zu einem Schauspiel des symbolistischen Dichters Julius Zeyer, bringt zum ersten Mal das „Todesmotiv“, das in der Asrael-Symphonie so große Bedeutung entwickelt. Ebenfalls auf einem Schauspiel Zeyers basiert die Suite „Pod jabloní“ op. 20 („Unter dem Apfelbaum“). Die Fantasie für Violine und Orchester in g-Moll op. 24, das „Fantastické Scherzo“ op. 25 („Fantastisches Scherzo“) und die sinfonische Dichtung „Praga“ op. 26 bereiten den Weg zu Suks Reifestil.
Der Durchbruch zur eigenständigen Tonsprache vollzog sich erst nach dem Trauma des Verlustes seines Schwiegervaters Dvořák und seiner Frau innerhalb nur eines Jahres. Er komponierte die fünfsätzige Symphonie Asrael op. 27, benannt nach dem Todesengel, die zunächst nur als Requiem an Dvořák gedacht war, durch den Tod seiner Frau aber in den letzten beiden Sätzen erweitert wurde. Durch das Werk zieht sich ein knappes Motiv, das zunächst kalt und unbarmherzig wirkt, am versöhnlichen Schluss aber im Stil eines feierlichen Chorals in der Ferne verklingt. Die Symphonie Asrael enthält Zitate aus dem Werk Dvořáks, im zweiten Satz das Grundmotiv von Dvořáks Requiems, später das Lied des Jägersmanns aus Rusalka. Asrael ist ein bemerkenswertes Werk, das in Dimensionen und Heftigkeit des Ausdrucks an Gustav Mahler erinnert.
In der Fortführung der in Asrael gewonnenen Tonsprache schuf Suk danach Pohádka léta op. 29 (Ein Sommermärchen), gleichfalls in fünf Sätzen. Es ist das lichte Schwesterwerk von Asrael, auch hier leistet der Komponist Trauerarbeit. Der Bogen reicht von den stockenden Herzrhythmen des Anfangs (aus dem Klavierstück „über Mutters Herz“ aus dem Zyklus O matince op. 28) über Naturbilder, ein grelles Scherzo voll peinigender Visionen bis in den friedvollen Abschluss einer glockentönenden Nacht. Die Instrumentation und die moderne Harmonik geben dem Werk ein leuchtendes klangsinnliches Gepräge auf der Höhe seiner Zeit. Eine eigenartige Synthese von Glücksempfindung und Trauer kennzeichnet im Gegensatz zur Dramatik der „Asrael“-Sinfonie seinen Ausdrucksgehalt.
Die Entstehung des nächsten sinfonischen Werkes Zrání op. 34 („das Reifen“, eigentlich „Reifwerden“) nahm mit fünf Jahren eine außergewöhnlich lange Zeitspanne in Anspruch. Dies mag mit dem hier erreichten Grad an Komplexität in Form und Stil zusammenhängen, aber auch mit den zahlreichen Konzertreisen, die Suk mit dem Streichquartett unternahm, sowie mit den Entbehrungen des zwischenzeitlich ausgebrochenen Ersten Weltkrieges. Die dreiviertelstündige einsätzige sinfonische Dichtung basiert auf einem Gedicht von Antonín Sova, in dem das Reifwerden in der Natur mit dem menschlichen Reifen verglichen wird. Formal handelt es sich um die Verschmelzung von langsamer Einleitung, Sonatensatz sowie Adagio- und Scherzocharakteren mit einer krönenden Fuge als Zentrum. Die Wechselbeziehungen der einzelnen Themen sind äußerst komplex, die Thematik ist ständigen kleinsten Übergängen unterworfen, ohne jedoch die Stimmung einer übergeordneten Ruhe preiszugeben. Auch hier spielen die bereits in Asrael entwickelten Themen die Rolle musikalischer Vokabeln. Die klangliche Leuchtkraft erscheint abermals gesteigert, in harmonischer Hinsicht resultiert sie, wie auch im vorangegangenen 2. Streichquartett op. 31, aus der wohlklingenden Verwendung polytonaler Strukturen (zwei kontrapunktisch angelegte Themen werden unterschiedlich, aber in sinnreichem Bezug harmonisiert). Damit erreicht Suk eine harmonische Modernität, die auf ihre ureigene Weise dem frühen Schönberg (der ein Bewunderer des Suk’schen 2. Streichquartetts war) nicht nachsteht. Das hoch bedeutende Werk, das außerhalb Tschechiens kaum je auf den Spielplänen der Orchester steht, reiht sich würdig ein in die Reihe jener Werke, die um die Wendezeit kurz vor dem Ersten Weltkrieg von Erfüllung und Abschied einer Kulturepoche künden.
Nach 1920 entstand als viertes Werk der sinfonischen Tetralogie Epilog op. 37, ein „symphonisches Stück für Orchester, großen und kleinen gemischten Chor, Sopran, Bariton und Bass“, so der Untertitel. Ursprünglich sollte der Titel Ernte der Liebe lauten. Das Werk ist in seiner über weite Strecken verhangenen Klanglichkeit, seinem Wechsel zwischen textbezogener und rein instrumentaler Musik und der verwobenen Fünfteiligkeit unzugänglicher als die klare Monumentalität von Zrání. Texte aus den Psalmen Davids, dem ersten Buch Mose und aus Julius Zeyers dramatischer Legende Pod jabloní („Unter dem Apfelbaum“) bilden den gedanklichen Weg. Die fünf Teile sind überschrieben: Schritte – Das Lied der Mütter – Von Ewigkeit zu Ewigkeit – Mystisches Staunen und Unruhe – Der Pilger und Tröster.

## Werke

### Orchesterwerke
Sinfonien
- Symphonie E-Dur op. 14 (1897–1899), 3. Satz arr. als: Bagatela (Bagatelle) für Klavier solo, ohne opus (1898)
- Asrael – Symphonie c-moll op. 27 (Dem Andenken Antonín Dvořáks und seiner Tochter, meiner Gattin Ottilie), in 5 Sätzen (1905/06)

 Sonstige Orchesterwerke 
- Fantasie d-Moll für Streichorchester, ohne opus (1888)
- Smuteční pochod (Trauermarsch) c-Moll für Streichorchester, ohne opus (1889, rev. 1934)
- Dramatická ouvertura (Dramatische Ouvertüre) a-Moll op. 4 (1891/92)
- Serenáda (Serenade) Es-Dur für Streichorchester op. 6 (1892)
- Pohádka zimního večera (Erzählung eines Winterabends) – Ouvertüre nach Shakespeare op. 9 (1894, rev. 1926)
- Ve stínu lípy (Im Schatten der Linde) – Symphonische Dichtung (unvollendet)(1896)
- Pohádka (Ein Märchen) – Suite op. 16 (1899/1900), arr. aus: Radúz a Mahulena (Radúz und Mahulena) – Bühnenmusik op. 13 (1897/98)
- Fantastické scherzo (Fantastisches Scherzo) op. 25 (1903)
- Praga – Symphonische Dichtung op. 26 (1904)
- Pohádka léta (Ein Sommermärchen) – Symphonische Dichtung op. 29 (1907–1909)
- Meditace na staročeský chorál "Svatý Václave" (Meditation über einen alten tschechischen Choral „St. Wenzel“) für Streichorchester/Streichquartett op. 35 a (1914)
- Zrání (Das Lebensreifen) – Symphonische Dichtung für Frauenchor (textlos) und Orchester op. 34 (1912–1917)
- Legenda o mrtvých vítězích (Legende von den toten Siegern) – Stück zum Gedächtnis op. 35 b (1919/20)
- V nový život (In ein neues Leben) – Sokol-Marsch op. 35 c (1919/20), arr. als gleichn. Werk für Klavier zu 4 Händen, ohne opus (1919). Dieses Werk wurde beim olympischen Kunstwettbewerb 1932 mit der Silbermedaille ausgezeichnet.
- Pod Blaníkem (Unter dem Blaník) – Marsch ohne opus (19??), Arr. von J. Kalas als gleichn. Werk für Klavier solo, ohne opus (1932)

### Konzertstücke
- Fantasie für Violine und Orchester op. 24 (1902/03)

### Klavierwerke
- Sonate C-Dur, ohne opus (1883)
- Ouvertüre, ohne opus (1884/85)
- Jindřichohradecký cyklus (Jindřichův Hradec-Suite), ohne opus (1886/87)
- Polonaise, ohne opus (1886/87)
- Unbenanntes Stück B-Dur, ohne opus (1886/87)
- Unbenanntes Stück G-Dur, ohne opus (1886/87)
- Fuga (Fuge) c-Moll, ohne opus (1888)
- Fuga (Fuge) c-Moll, ohne opus (1890), Arr. von gleichn. Werk für Streichquartett, ohne opus (1890)
- Tři písně beze slov (Drei Lieder ohne Worte), ohne opus (1891)
- Fantasie-Polonaise op. 5 (1892)
- Klavírní skladby ((Sechs) Klavierstücke) op. 7 (1891–1893)
- Capriccietto G-Dur, ohne opus (1893)
- Humoreska, ohne opus (1894)
- Nálady (Stimmungen) – Fünf Stücke op. 10 (1895)
- Lístek do památníku (Albumblatt), ohne opus (1895)
- Klavírní skladby ((Acht) Klavierstücke) op. 12 (1895/96)
- Sonatine g-Moll op. 13 (1897), rev. als: Suite G-Dur op. 21 (1900)
- Vesnická serenáda (Dorf-Serenade), ohne opus (1897)
- Bagatela (Bagatelle), ohne opus (1898), Arr. von 3. Satz aus Symphonie E-Dur für Orchester op. 14 (1897–1899)
- Suita (Suite) G-Dur op. 21 (1900), Rev. von Sonatine g-Moll op. 13 (1897)
- Jaro (Frühling) – Fünf Stücke op. 22 a (1902)
- Letní dojmy (Sommer-Impressionen) – Drei Stücke op. 22 b (1902)
- O matince (Über das Mütterlein) – Fünf Stücke op. 28 (1907)
- Životem a snem (Erlebtes und Erträumtes) – Zehn Stücke op. 30 (1909)
- Psina španělská (Spanischer Scherz), ohne opus (1909)
- Ukolébavky (Wiegenlieder) – Sechs Stücke op. 33 (1910–1912)
- V nový život (In ein neues Leben) – Marsch für Klavier zu 4 Händen, ohne opus (1919), Arr. von gleichn. Werk für Orchester op. 35 c (1919/20)
- O přátelství (Über die Freundschaft) op. 36 (1920)
- Pod Blaníkem (Unter dem Blaník) – Marsch, ohne opus (1932), arr. von J. Kalas als gleichn. Werk für Orchester, ohne opus (19??)

### Kammermusik
Streichquartette
- Fantasie d-Moll für Streichquartett (und Klavier ad lib.), ohne opus (1888)
- Streichquartett d-Moll, ohne opus (1888)
- Balada (Ballade) d-Moll für Streichquartett, ohne opus (1890)
- Fuga (Fuge) c-Moll für Streichquartett, ohne opus (1890), Arr. von gleichn. Werk für Klavier solo, ohne opus (1890)
- Streichquartett B-Dur op. 11 (1896), letzter Satz rev. als eigenständiger Quartettsatz für Streichquartett, ohne opus (1915)
- Streichquartett Des-Dur op. 31, 1 Satz (1911)
- Meditace na staročeský chorál "Svatý Václave" (Meditation über den alten tschechischen Choral „St. Wenzel“) für Streichquartett / Streichorchester op. 35 a (1914)
- Quartettsatz, ohne opus (1915), Rev. von letztem Satz aus Streichquartett B-Dur op. 11 (1896)

Sonstige Kammermusik
- Polka G-Dur für Violine solo, ohne opus (1882)
- Fantasie d-Moll für Streichquartett und Klavier (ad lib.), ohne opus (1888)
- Klaviertrio c-Moll op. 2 (1889, rev. 1890/91)
- Balada (Ballade) d-Moll für Cello und Klavier op. 3, Nr. 1 (1890)
- Balada (Ballade) d-Moll für Violine und Klavier, ohne opus (1890)
- Serenade A-Dur für Cello und Klavier op. 3, Nr. 2 (189?)
- Klavierquartett a-Moll op. 1 (1891)
- Klavierquintett g-Moll op. 8 (1893)
- Melodie für 2 Violinen, ohne opus (1893)
- Čtyři skladby (Vier Stücke) für Violine und Klavier op. 17 (1900)
- Elegie – Pod dojmem Zeyerova Vyšehradu (Unter dem Eindruck von Zeyers Vyšehrad) für Violine, Cello, Streichquartett, Harmonium und Harfe op. 23, arr. als Elegie für Klaviertrio op. 23 (1902)
- Bagatela (Bagatelle) – S Kyticí v Ruce (Tragen eines Buketts) für Flöte / Violine und Klavier, ohne opus (1917)
- Sousedská für 5 Violinen, Kontrabass, Zimbeln, Triangel, große und kleine Trommeln, ohne opus (1935)

### Lieder
- Hory, doly, samý květ (In voller Blüte über Berge und Täler) für Singstimme und Klavier, ohne opus (1890, verloren)
- Noc byla krásná (Die Nacht war schön) für Singstimme und Klavier, ohne opus (1891)
- Ukolébavka (Wiegenlied) für Kinderstimme und Klavier, ohne opus (1891)
- Ach wärst du mein für Singstimme und Klavier, ohne opus (1892, unvollständig)
- Mé ženě (An meine Frau) für Singstimme und Klavier, ohne opus (1902)
- Dvě písně (Zwei Lieder) für Singstimme und Klavier, ohne opus (1???)

### Chorwerke
Werke für Chor a cappella (und Instrumente)
- Křečovická mše (Messe aus Krecovice) B-Dur für vierstimmigen gemischten Chor, Streicher und Orgel, ohne opus (1888/89, rev. 19??)
- Nechte cizí, mluvte vlastní řečí (Sprich deine eigene und keine fremde Sprache) für vierstimmigen Männerchor a cappella, ohne opus (1896)
- Deset zpěvů (Zehn Gesänge) für dreistimmigen Frauenchor und Klavier zu 4 Händen op. 15 (1899)
- Čtyři zpěvy (Vier Gesänge) für vierstimmigen Männerchor a cappella op. 18 (1900)
- Tři zpěvy (Drei Gesänge) für vierstimmigen gemischten Chor und Klavier ad lib. op. 19 (1900)
- Mužské sbory (Männerchöre) für vierstimmigen Männerchor a cappella, op. 32 (1911/12)
- O Štedrém dni (Um den Weihnachtsfeiertag) für zweistimmigen Chor und Violine, ohne opus (1924)
- Hospodin jest muj pastýř (Der Herr ist mein Hirte) für Chor a cappella, ohne opus (1???, unvollständig)

 Werke für Soli, Chor und Orchester 
- Pod jabloní (Unter dem Apfelbaum) – Suite in 5 Bildern für Alt, vierstimmigen gemischten Chor und Orchester, ohne opus (1911/12), Arr. aus gleichn. Bühnenmusik op. 20 (1900/01)
- Epilog – Symphonisches Werk für Sopran, Bariton, Bass, kleinen gemischten Chor, großen gemischten Chor und Orchester op. 37 (1920–1929, rev. 1929–1933)

### Bühnenwerke
Bühnenmusiken 
- Radúz a Mahulena (Radúz und Mahulena) – Szenisches Melodram in 4 Akten für Alt, Tenor, Sprecher, vierst. gemischten Chor und Orchester op. 13 (1897/98, rev. 1912), daraus: Pohádka (Ein Märchen) – Suite für Orchester op. 16 (1899/1900)
- Pod jabloní (Unter dem Apfelbaum) – Bühnenmusik für Alt, Sprecher, vierstimmigen gemischten Chor, Orgel und Orchester op. 20 (1900/01, rev. 1911 und 1915), daraus gleichn. Suite für Alt, gemischten Chor und Orchester, ohne opus (1911/12)